# Wildhorn
Wildhorn is met 3.248 meter boven zeespiegel de hoogste berg van de Wildhorngroep in de westelijke Berner Alpen. 
De berg heeft een dubbele top, het oostelijke top is volgens de huidige metingen 2 m lager dan de westerse piek. De grens tussen de kantons Bern en Wallis loopt over deze berg. Aan de oostelijke flank van de berg bevinden zich twee kleine gletsjers. De Glacier du Wildhorn en de Glacier de Tene.
In 1843 is de berg voor het eerst beklommen door Gottlieb Samuel Studer.